# Colobostema rhamphe
Colobostema rhamphe är en tvåvingeart som beskrevs av Cook 1971. Colobostema rhamphe ingår i släktet Colobostema och familjen dyngmyggor. Inga underarter finns listade i Catalogue of Life.